# Петко Сираков
Петко Атанасов Сираков е бивш български борец. Състезател и треньор по класическа и свободна борба на ЦСКА „Септемврийско знаме“. Баща е на футболиста Наско Сираков.
Той е първият световен шампион на България в свободната борба – на първенството в Истанбул през 1957 г. Сребърен медалист от Световното първенство в Истанбул 1954 г. и Техеран през 1959 г. Многократен балкански и републикански шампион и в двата стила в категория до 87 кг.
Олимпийски вицешампион от Мелбърн през 1956 г. по класическа борба.
Умира в София през 1996 г.